# 新頓巴斯凱
49°15′58″N 38°37′30″E / 49.26611°N 38.62500°E
新頓巴斯凱（烏克蘭語：Новодонбаське）是位於烏克蘭東部的村莊，由盧甘斯克州舊比利斯克區的舊比利斯克市鎮負責管轄。該村始建於1967年，面積0.35平方公里，海拔高度101米，2001年人口141，人口密度每平方公里407.5人。